# Bodenmühl
Bodenmühl je naselje občine Cirkno v okraju Šmohor na Koroškem v Avstriji.